# Арасуаи
Арасуаи (порт. Araçuaí)  —  муниципалитет в Бразилии, входит в штат Минас-Жерайс. Составная часть мезорегиона Жекитиньонья. Входит в экономико-статистический микрорегион Арасуаи. Население составляет 37 108 человек на 2006 год. Занимает площадь 2235,696 км². Плотность населения — 16,6 чел./км².

## История
Город основан 21 сентября 1871 года. 

## Статистика
- Валовой внутренний продукт на 2003 год составляет 81 503 770,00 реалов (данные: Бразильский институт географии и статистики).
- Валовой внутренний продукт на душу населения на 2003 год составляет 2234,94 реалов (данные: Бразильский институт географии и статистики).
- Индекс развития человеческого потенциала на 2000 год составляет 0,687 (данные: Программа развития ООН).